# هبوط بالمظلات

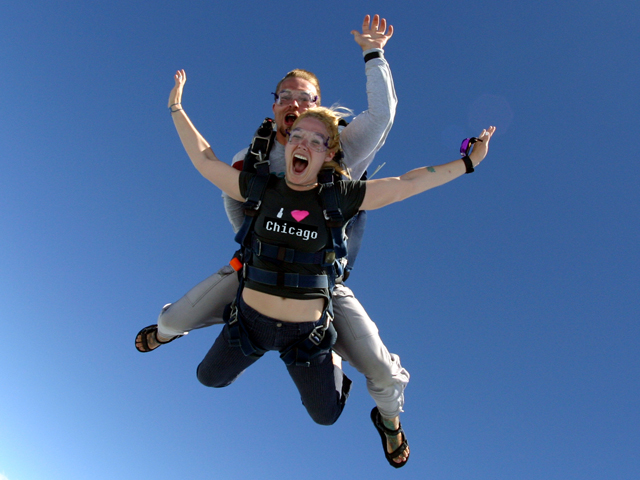
القفز الترادفي.

الهبوط بالمظلات (بالإنجليزية: Parachuting)‏ أو القفز الحر بالمظلة (بالإنجليزية: skydiving)‏ من أمتع ألعاب الهواء. عرف العالم رياضة الهبوط بالمظلات من خلال الجيوش ويعدّ أبسط أنواع المظلات t-10b والاحتياطي لها t-10r والمعروفة بعدم قدرة الجندي فيها على التوجيه. وتقوم معظم الجيوش العربية باستخدام المظلات في أعمالها العسكرية وتعدّ رياضة الهبوط بالمظلات من أمتع رياضات المغامرة حيث يتطلب من الشخص القافز جرأة وشجاعه لممارسة هذه الرياضة، فهي رياضة خطيرة، حيث أنه يمكن القفز من أكثر من 10.000 متر.

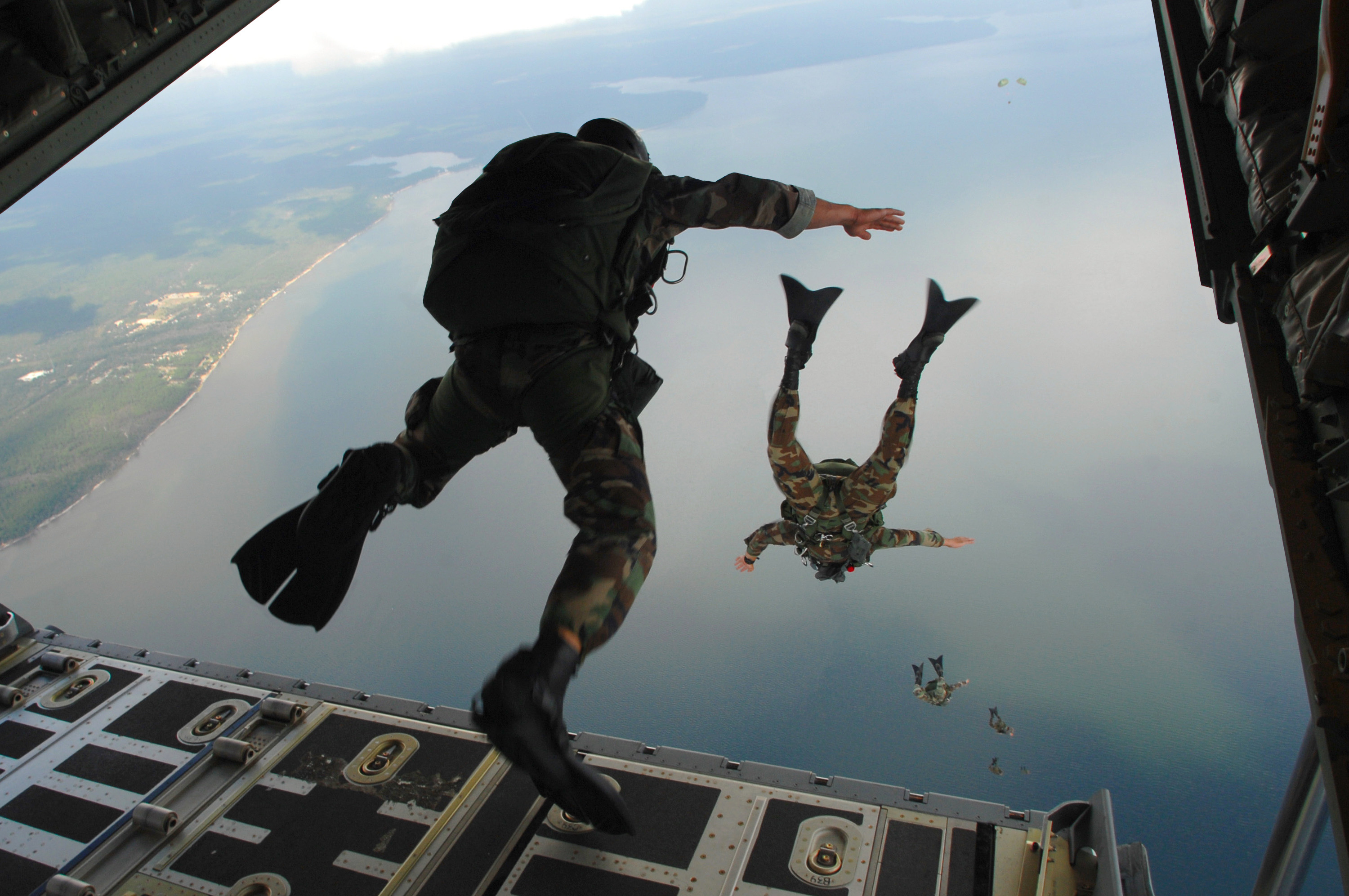
قفز حر عسكري بالمظلة. يُلاحظ ارتداء الجنود لزعانف السباحة أو الغوص خلال نزولهم علي مساحة مائية.

تنقسم هذه الرياضة الخطرة إلى نوعين :
1. القفز بالمظلة (الباراشوت) ويتميز هذا النوع بالأمان والسهولة حيث أنه تلقائي ولا يستلزم أي تحكّم من قِبل القافز.
2. القفز الحر وهو للمحترفين حيث تعتمد المظلة المصاحبة لهذا النوع من القفز على تحكم القافز تحكم كامل.